# Gajabahu II
Gajabahu II  règne entre 1131 et 1153   comme roi du royaume de Polonnaruwa dans l'actuel Sri Lanka.

## Règne
Gajabahu II est le fils est successeur de Vikramabahu I toutefois comme son père il ne règne de facto que sur une partie du royaume le Rajarata. Il est défait  par son cousin Parakramabahu I, le fils de Manabharana le roi régional de Dakkhinadesa, qui lui succède et réunifie le royaume.

## Article lié
- Mahavamsa